# ボズ・スキャッグス&デュアン・オールマン
『ボズ・スキャッグス&デュアン・オールマン』（原題：Boz Scaggs）は、アメリカ合衆国のシンガーソングライター、ボズ・スキャッグスが1969年に発表した、ソロ名義では2作目のスタジオ・アルバム。

## 背景
スキャッグスはスティーヴ・ミラー・バンド脱退後、『ローリング・ストーン』誌の創刊者ヤン・ウェナーの紹介によりアトランティック・レコードとの契約を得た。ただし、アトランティックとの契約は本作限りとなり、1971年にはコロムビア・レコードへ移籍している。
本作のレコーディングは、マッスル・ショールズ・リズム・セクションやデュアン・オールマンらを迎えて行われた。収録曲「ローン・ミー・ア・ダイム」は、オリジナルLPのクレジットではスキャッグスのオリジナル曲となっていたが、実際にはフェントン・ロビンソンのカヴァーで、後にロビンソンから訴えられ、クレジットが修正された。

## 反響・評価
母国アメリカでは、リリース当時はヒットしなかったが、1974年7月13日付のBillboard 200で初のチャート・インを果たし、1976年7月24日には最高171位を記録した。
スティーヴン・トマス・アールワインはオールミュージックにおいて5点満点中4.5点を付け「ソウル/R&Bを基盤としつつ、カントリーやブルースにも手を出している」「ブルー・アイド・ソウルの不朽の名盤」と評している。また、ロバート・クリストガウは本作にBプラスを付け「アメリカ音楽に対する良質なオマージュ」と評している。
『ローリング・ストーン』誌が選出した「オールタイム・グレイテスト・アルバム500」の2012年の改訂版では、496位にランク・インした。

## リイシュー
本作は、1977年10月にトム・ペリーによりリミックスが施され、後の再発CDも1977年のヴァージョンに準じている。宇田和弘は、1977年のリミックスに関して「デュアン・オールマンのギターがクローズアップされたが、オリジナルのマッスルショールズ録音らしい野太いサウンド・イメージは、残念ながら後退してしまった」と指摘している。ただし、2015年にエドセル・レコードから発売された再発CD (EDSK 7093)は、オリジナル・ミックスと1977年リミックスの両方を抱き合わせた2枚組となった。

## 収録曲
特記なき楽曲はボズ・スキャッグス作。
Side 1
1. アイム・イージー - "I'm Easy" (Boz Scaggs, Barry Beckett) - 3:08
2. アイル・ビー・ロング・ゴーン - "I'll Be Long Gone" - 4:15
3. アナザー・デイ - "Another Day (Another Letter)" - 2:58
4. 君去りし時 - "Now You're Gone" - 3:49
5. ファインディング・ハー - "Finding Her" - 3:57
6. ルック・ホワット・アイ・ガット - "Look What I Got" (Charles Chalmers, Donna Rhodes) - 4:12

Side 2
1. ウェイティング・フォー・ア・トレイン - "Waiting for a Train" (Jimmie Rodgers) - 2:41
2. ローン・ミー・ア・ダイム - "Loan Me a Dime" (Fenton Robinson) - 12:31
3. スウィート・リリース - "Sweet Release" (B. Scaggs, B. Beckett) - 6:15

### 2016年再発CD (WPCR-17063)ボーナス・トラック
1. アイル・ビー・ロング・ゴーン（ショート・シングル・ヴァージョン） - "I'll Be Long Gone (Short Single Version)" - 2:27
2. アイル・ビー・ロング・ゴーン（ロング・シングル・ヴァージョン） - "I'll Be Long Gone (Long Single Version)" - 3:35

## 参加ミュージシャン
- ボズ・スキャッグス - ボーカル、ギター
- デュアン・オールマン - スライドギター、ドブロ・ギター
- エディ・ヒントン - ギター
- ジミー・ジョンソン - ギター
- バリー・ベケット - キーボード
- デヴィッド・フッド - ベース
- ロジャー・ホーキンス - ドラムス
- アル・レスター - フィドル
- ジーン・ミラー - トランペット、トロンボーン
- ジョー・アーノルド - テナー・サクソフォーン
- ジェイムズ・ミッチェル - バリトン・サクソフォーン
- ジニー・グリーン、ドナ・サッチャー、メアリー・ホリデイ - バックグラウンド・ボーカル

アディショナル・ミュージシャン
- ベン・コーリー - トランペット(on #1)
- チャールズ・チャーマーズ - テナー・サクソフォーン(on #1)
- フロイド・ニューマン - バリトン・サクソフォーン(on #1)
- トレイシー・ネルソン、アーマ・ルーテン、ジョイス・ダン - バックグラウンド・ボーカル(on #2, #4)